# Titularbistum Verbe
Verbe ist ein Titularbistum der römisch-katholischen Kirche. Es geht zurück auf ein früheres Bistum der gleichnamigen antiken Stadt in der kleinasiatischen Landschaft Pisidien in der westlichen Türkei. Das Bistum gehörte der Kirchenprovinz Perge an.
| Titularbischöfe von Verbe | Titularbischöfe von Verbe                                  | Titularbischöfe von Verbe                                                                  | Titularbischöfe von Verbe | Titularbischöfe von Verbe |
| Nr.                       | Name                                                       | Amt                                                                                        | von                       | bis                       |
| ------------------------- | ---------------------------------------------------------- | ------------------------------------------------------------------------------------------ | ------------------------- | ------------------------- |
| 1                         | John Aloysius Coleman                                      | Koadjutorbischof von Armidale (Australien)                                                 | 31. Mai 1929              | 15. Juli 1932             |
| 2                         | Emile Barthès                                              | Weihbischof in Albi-Castres-Lavaur (Frankreich)                                            | 16. August 1932           | 18. Mai 1939              |
| 3                         | José de Jesús Manríquez y Zárate                           | emeritierter Bischof von Huejutla (Mexiko)                                                 | 1. Juli 1939              | 28. Juni 1951             |
| 4                         | Pietro Ossola                                              | emeritierter Bischof von Ripatransone und Montalto (Italien)                               | 1. Dezember 1951          | 25. August 1954           |
| 5                         | Edmund Francis Gibbons                                     | emeritierter Bischof von Albany (USA)                                                      | 10. November 1954         | 19. Juni 1964             |
| 6                         | James Edward Michaels SSCME                                | Weihbischof in Kwangju (Südkorea) Weihbischof in Wheeling (USA)                            | 15. Februar 1966          | 21. September 2010        |
| 7                         | Teodoro Mendes Tavares CSSp                                | Weihbischof in Belém do Pará (Brasilien)                                                   | 16. Februar 2011          | 10. Juni 2015             |
| 8                         | Pierbattista Pizzaballa OFM Titularerzbischof pro hac vice | Apostolischen Administrator des Lateinischen Patriarchats von Jerusalem (Israel)           | 24. Juni 2016             | 24. Oktober 2020          |
| 9                         | Rafic Nahra                                                | Weihbischof in Jerusalem (Palästinensische Autonomiegebiete, Israel, Jordanien und Zypern) | 11. März 2022             |                           |